# Axel Norling
Karl Axel Patrik Norling (Stockholm, 1884. április 16. – Stockholm, 1964. május 7.) az 1906-os nem hivatalos olimpiai játékokon bronzérmet nyert svéd kötélhúzó, műugró, az 1908-as és az 1912-es olimpiai játékokon aranyérmet nyert tornász.
Az 1906. évi nyári olimpiai játékokon indult kötélhúzásban. Egyenes kieséses volt a verseny. Az első körben kikaptak a görögöktől, majd a bronzmérkőzésen megverték az osztrákokat. Indult még az egyetlen műugrásszámban, toronyugrásban is, de abban érmet nem nyert.
Részt vett a következő, már hivatalos olimpián, az 1908. évi nyári olimpiai játékokon, és tornában csapat összetettben aranyérmes lett.
Részt vett az 1912. évi nyári olimpiai játékokon is, és tornában a svéd rendszerű csapat összetettben aranyérmes lett.
Testvérével, Daniel Norlinggal lett kétszeres olimpiai bajnok.